# Osmar Donizete Cândido
Osmar Donizete Cândido, brazilski nogometaš in trener, * 24. oktober 1968, Prados, Brazilija.
Za brazilsko reprezentanco je odigral 9 uradnih tekem in dosegel dva gola.